# Linda Arvidson

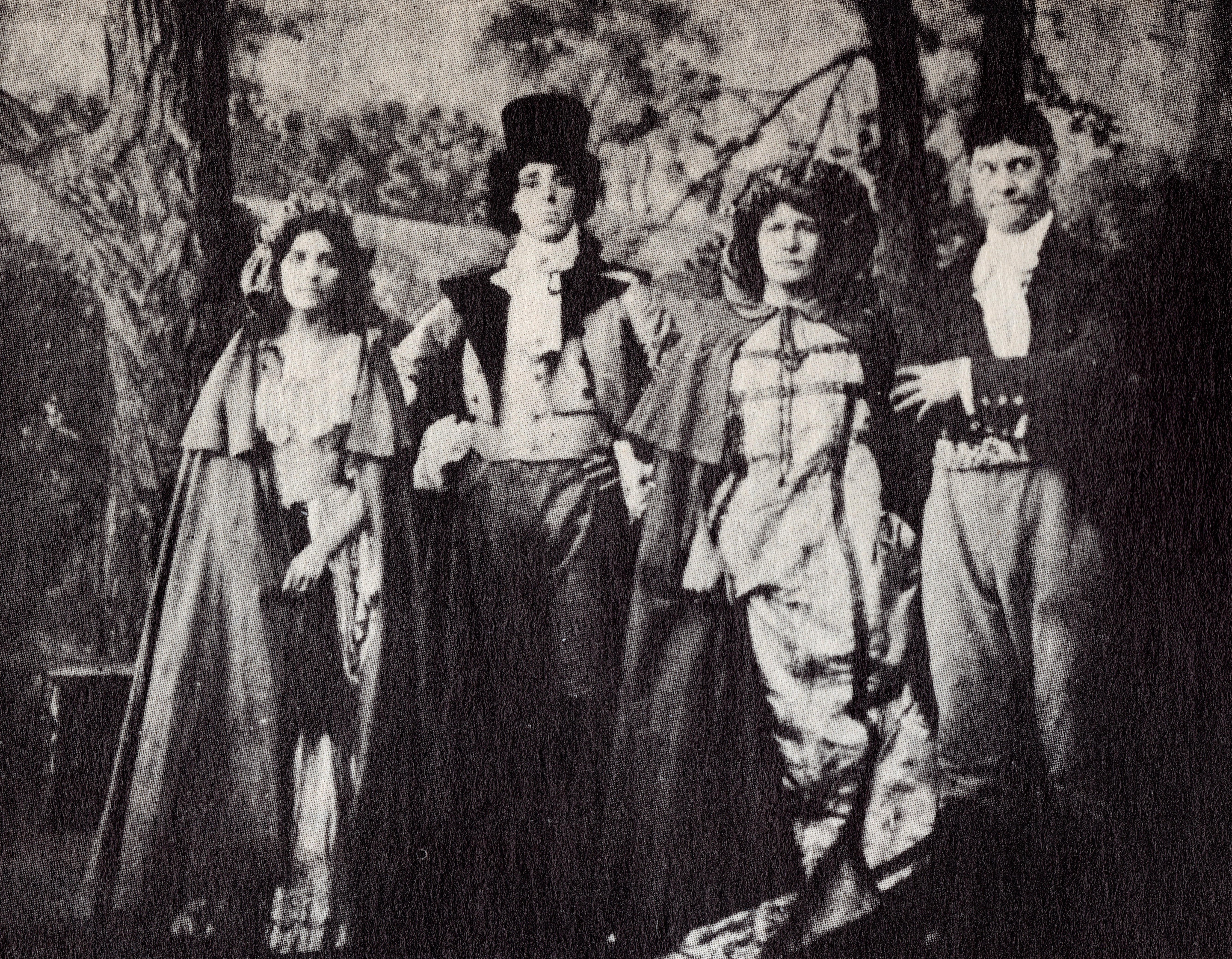
Linda Arvidson, D.W. Griffith, actriu no identificada (segurament May Robson) i Harry Solter a 'When Nights Were Bold' (1908)

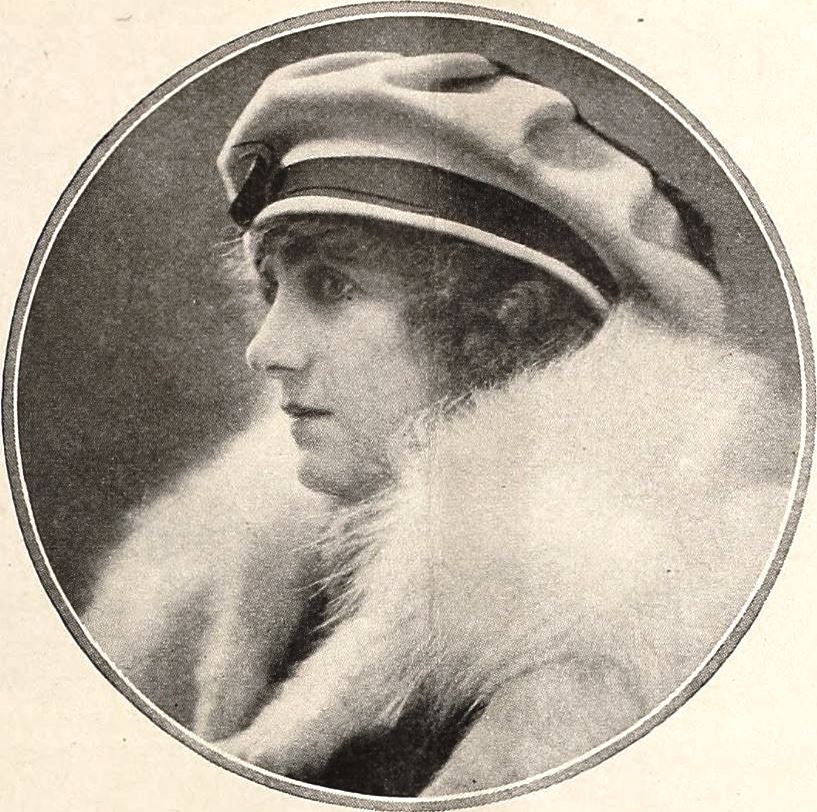
Retrat de 1918

Linda Arvidson (San Francisco, 12 de juliol de 1884−Nova York, 26 de juliol de 1949) va ser una actriu, guionista escriptora durant l’època del cinema mut.

## Biografia
Linda Arvidson Johnson (més tard Arvidson) va néixer a San Francisco el 1884 en el sí d’una família d’origen suec. La seva mare morí essent ella una nena i al seu pare el veié poc ja que era capità en un vaixell. Inicià la seva carrera artística en el teatre, essent el seu debut al Alcazar de San Francisco amb l’obra “The Christian”. El 1904 va coincidir en la representació de l'obra “Sephora” amb el futur director i en aquell moment actor D. W. Griffith (tenien rols menors, ella feia de criat i ell de policia) i se sentiren fortament atrets. El 1906, l'actriu es trobava a San Francisco quan es va produir el gran terratrèmol. Escrigué un telegrama a Griffith, que es trobava a Boston, informant-lo de la seva situació i l'actor li envià un bitllet de tren per a que es reunís amb ell. Només arribar, espontàniament es dirigiren a una església i es casaren el 14 de maig de 1906.
L’any 1907 el matrimoni entrà a formar part de la Biograph. Al principi mantingueren el seu matrimoni en secret dis de la companyia. Primer sota la direcció de Wallace McCutcheon i després sota la direcció del seu marit, Arvidson alternà papers protagonistes amb rols completament secundaris, com la majoria d’actors de la companyia. Entre 1907 i 1911 participà en unes 145 pel·lícules, la majoria dirigides pel seu marit. L’actriu va combinar la seva carrera d’actriu amb l'escriptura d’alguns guions. Durant la primavera de 1911, Arvidson trobà una carta d’amor del seu marit dirigida a una de les seves actrius, probablement Dorothy West, provocant la ruptura del matrimoni. El 1936 s'acabaria divorciant de Griffith quan aquest es va voler casar amb l'actriu Evelyn Baldwin, de 26 anys, però ja vivien separats des del 1912.
A partir d’aquell moment ja no va ser més dirigida per Griffith i el 1916 abandonà la interpretació. El 1925 l’actriu va escriure la seva autobiografía, “When the Movies Were Young” (1925). Morí a Nova York el 1949 a l'edat de 65 anys.

## Filmografia com a actriu
- Mr. Gay and Mrs. (1907)
- When Knighthood Was in Flower (1908)
- Classmates (1908)
- The Princess in the Vase (1908)
- King of the Cannibal Islands (1908)
- The King's Messenger (1908)
- When Knights Were Bold (1908)
- At the French Ball (1908)
- At the Crossroads of Life (1908)
- The Stage Rustler (1908)
- The Adventures of Dollie (1908)
- The Red Man and the Child (1908)
- The Bandit's Waterloo (1908)
- A Calamitous Elopement (1908)
- The Greaser's Gauntlet (1908)
- The Man and the Woman (1908)
- The Fatal Hour (1908)
- Balked at the Altar (1908)
- For a Wife's Honor (1908)
- Betrayed by a Handprint (1908)
- The Red Girl (1908)
- Where the Breakers Roar (1908)
- A Smoked Husband (1908)
- The Stolen Jewels (1908)
- Father Gets in the Game (1908)
- Ingomar, the Barbarian (1908)
- The Vaquero's Vow (1908)
- The Planter's Wife (1908)
- Concealing a Burglar (1908)
- After Many Years (1908)
- The Pirate's Gold (1908)
- The Taming of the Shrew (1908)
- The Song of the Shirt (1908)
- A Woman's Way (1908)
- The Clubman and the Tramp (1908)
- The Feud and the Turkey (1908)
- The Test of Friendship (1908)
- An Awful Moment (1908)
- The Helping Hand (1908)
- The Heart of an Outlaw (1909)
- One Touch of Nature (1909)
- Mrs. Jones Entertains (1909)
- Love Finds a Way (1909)
- The Sacrifice (1909)
- A Rural Elopement (1909)
- Those Boys! (1909)
- The Criminal Hypnotist (1909)
- The Fascinating Mrs. Francis (1909)
- Mr. Jones Has a Card Party (1909)
- Those Awful Hats (1909)
- The Welcome Burglar (1909)
- The Cord of Life (1909)
- Edgar Allan Poe (1909)
- A Wreath in Time (1909)
- Tragic Love (1909)
- The Curtain Pole (1909)
- His Ward's Love (1909)
- The Joneses Have Amateur Theatricals (1909)
- The Politician's Love Story (1909)
- The Golden Louis (1909)
- At the Altar (1909)
- His Wife's Mother (1909)
- A Fool's Revenge (1909)
- The Roue's Heart (1909)
- The Salvation Army Lass (1909)
- The Lure of the Gown (1909)
- I Did It (1909)
- The Voice of the Violin (1909)
- The Deception (1909)
- The Medicine Bottle (1909)
- Jones and His New Neighbors (1909)
- A Drunkard's Reformation (1909)
- The Winning Coat (1909)
- Confidence (1909)
- The Drive for a Life (1909)
- Twin Brothers (1909)
- Lucky Jim (1909)
- Tis an Ill Wind That Blows No Good (1909)
- The Eavesdropper (1909)
- The French Duel (1909)
- Jones and the Lady Book Agent (1909)
- A Baby's Shoe (1909)
- The Jilt (1909)
- Resurrection (1909)
- The Cricket on the Hearth (1909)
- The Faded Lilies (1909)
- Her First Biscuits (1909)
- The Peachbasket Hat (1909)
- The Cardinal's Conspiracy (1909)
- A Convict's Sacrifice (1909)
- The Mills of the Gods (1909)
- Pranks (1909)
- The Sealed Room (1909)
- The Hessian Renegades (1909)
- Comata, the Sioux (1909)
- The Children's Friend (1909)
- In Old Kentucky (1909)
- Leather Stocking (1909)
- Wanted, a Child (1909)
- Pippa Passes (1909)
- Lines of White on a Sullen Sea (1909)
- The Restoration (1909)
- The Death Disc: A Story of the Cromwellian Period (1909)
- Through the Breakers (1909)
- A Corner in Wheat (1909)
- In a Hempen Bag (1909)
- To Save Her Soul (1909)
- The Day After (1909)
- The Rocky Road (1910)
- The Dancing Girl of Butte (1910)
- The Honor of His Family (1910)
- The Last Deal (1910)
- The Cloister's Touch (1910)
- The Woman from Mellon's (1910)
- The Duke's Plan (1910)
- The Englishman and the Girl (1910)
- The Thread of Destiny (1910)
- The Converts (1910)
- Gold Is Not All (1910)
- The Two Brothers (1910)
- Thou Shalt Not (1910)
- The Way of the World (1910)
- The Gold Seekers (1910)
- The Unchanging Sea (1910)
- The Face at the Window (1910)
- A Midnight Cupid (1910)
- The Call to Arms (1910)
- A Salutary Lesson (1910)
- The Usurer (1910)
- In Life's Cycle (1910)
- A Lucky Toothache (1910)
- The Broken Doll (1910)
- A Child's Stratagem (1910)
- White Roses (1910)
- The Two Paths (1911)
- His Trust (1911)
- His Trust Fulfilled (1911)
- Fate's Turning (1911)
- Heart Beats of Long Ago (1911)
- Fisher Folks (1911)
- His Daughter (1911)
- In the Days of '49 (1911)
- Enoch Arden (1911)
- The Last Drop of Water (1911)
- The Miser's Heart (1911)
- A String of Pearls (1912)
- A Close Call (1912)
- A Child's Remorse (1912)
- When Love Grows Up (1912)
- Out of the Darkness (1913)
- The Scarlet Letter (1913)
- Mixed Signals (1913)
- Mission Bells (1913)
- Everyman (1914)
- A Fair Rebel (1914)
- The Wife (1914)
- The War of Wealth (1914)
- The Gambler of the West (1915)
- The Indian (1916)
- The Stampede (1916)
- Beverly of Graustark (1916)
- Charity (1916)

## Filmografia com a guionista
- How She Triumphed (1911)
- Enoch Arden (1911)
- A Blot on the 'Scutcheon (1912)
- Charity (1916)